# Carlo Maria Martini
Carlo Maria Martini SJ (Torino, 1927. február 15. – Gallarate, 2012. augusztus 31.) olasz katolikus bíboros, jezsuita és bibliatudós. 1980 és 2004 között milánói érsek, 1983-ban bíborossá emelték.
Martini 1944-ben lépett be a Jézus Társaságába, és 1952-ben szentelték pappá. II. János Pál pápa 1980-ban nevezte ki Milánó érsekének, ami szokatlan jelenség volt, mivel jezsuitákat hagyományosan nem neveznek ki püspöknek. 
A II. János Pál pápa halálát követő 2005-ös konklávéban Martini az egyházban kiemelkedő értelmiségi személyiségként liberális felfogású jelöltként indult. Magas vatikáni források szerint Martini több szavazatot kapott az első fordulóban, mint Joseph Ratzinger bíboros, a konzervatív jelölt; 40-38 arányban. Végül a következő fordulókban Ratzinger több szavazatot kapott és megválasztották pápává XVI. Benedek néven.
A Parkinson-kór egy ritka változazában szenvedő Martini 2004-ben nyugdíjba vonult érsekként, és a jeruzsálemi Pápai Intézetbe költözött. Nyolc évvel később a Milánó melletti Gallarate-ben, a Jezsuita Kollégiumban halt meg.